# Rayco Rodríguez Medina
Rayco Rodríguez Medina (Las Palmas de Gran Canaria, 24 de noviembre de 1996), más conocido como Rayco,  es un futbolista Español que juega como extremo izquierdo en la AD Alcorcón de la [[Primera RFEF de España], tercera categoría del fútbol español.

## Trayectoria
Natural de Las Palmas de Gran Canaria, Rayco se formó en las categorías inferiores de la UD Almenara, UD Las Palmas y Acodetti CF. El 6 de agosto de 2015, firmó por el Real Betis Balompié y fue asignado al inmediatamente al Betis Deportivo Balompié de la Segunda División B de España.
El 8 de julio de 2016, Rayco firmó por el CF Pobla de Mafumet de la Tercera División de España. El 1 de diciembre de 2016, hizo su debut con el primer equipo del Club Gimnàstic de Tarragona en un encuentro de la Copa del Rey, con una derrota en casa por cero goles a tres ante el Deportivo Alavés.
El 11 de julio de 2018, tras finalizar su contrato con el conjunto tarraconense, Rayco firmó un contrato de dos temporadas con el CD Lugo, siendo asignado su filial el Polvorín FC de la Tercera División de España.
El 31 de agosto de 2020, firma por el Real Club Deportivo de La Coruña Fabril de la Tercera División de España.
El 7 de febrero de 2021, debutaría con el primer equipo del Real Club Deportivo de La Coruña en la Segunda División B de España, en un encuentro frente al Coruxo FC. Durante la segunda parte de la temporada 2020-21, disputaría 11 partidos con el primer equipo coruñés.
En julio de 2021, firma por el Unionistas de Salamanca Club de Fútbol de la Primera Federación, con el que disputa 36 partidos de liga en los que anota 4 goles y dos encuentros de la Copa del Rey en los que marca 2 goles.
El 22 de agosto de 2022, firma por la SD Amorebieta de la Primera Federación, tercera categoría del fútbol de España.

## Clubes
| Club                                    | País   | Año             |
| --------------------------------------- | ------ | --------------- |
| Betis Deportivo Balompié                | España | 2015–2016       |
| Club de Fútbol La Pobla de Mafumet      | España | 2016–2018       |
| Polvorín FC                             | España | 2018–2020       |
| Real Club Deportivo de La Coruña Fabril | España | 2020–2021       |
| Deportivo de La Coruña                  | España | 2021            |
| Unionistas CF                           | España | 2021-2022       |
| SD Amorebieta                           | España | 2022-actualidad |